# الکساندر بادنیکوف
الکساندر بادنیکوف (روسی: Александр Фёдорович Буднико؛ زادهٔ ۱۰ مهٔ ۱۹۵۶) قایقران قایق بادبانی اهل اتحاد جماهیر شوروی سوسیالیستی است.